# Neumoegenia bellamusa
Neumoegenia bellamusa är en fjärilsart som beskrevs av Dyar 1923. Neumoegenia bellamusa ingår i släktet Neumoegenia och familjen nattflyn. Inga underarter finns listade i Catalogue of Life.